# Farnady László
Farnady László (? 1900 – ? 1986) magyar vitorlázórepülőgép- és motorszerelő.

## Életpálya
Fiatal korában Mátyásföldön/Rákosmezőn, a repülőgép-kísérletezők között töltötte minden idejét. Repülőmodelleket, motorkerékpárt, különféle járműveket tervezett és épített. Svachulay Sándorral a Szent György vitorlázógépek kipróbálásánál dolgozott. 1924-ben megépítette az első teljesen magyar szerkesztésű és gyártású modellmotorját 3 köbcentiméteres hengerűrtartalommal, és speciálisan modellmotorhoz fejlesztett porlasztóval. 1930 – 1936 között saját repülőgépet és repülőgép motorokat épített. A repülő modellezés területén több  verseny, bemutató elismert résztvevője volt. A második világháborút követően az Országos Magyar Repülő Egyesület (OMRE) műhelyében  Svachulay munkatársa, a kísérleti verőszárnyas izomrepülőgépek (!) építésében. Több szerszámgépet tervezett.